# فرودگاه ماگدبورگ
فرودگاه مگ‌دبورک-کوخستد (به انگلیسی: Magdeburg-Cochstedt Airport) (به زبان بومی: Flughafen Magdeburg-Cochstedt) یک فرودگاه همگانی با کد یاتا CSO است که یک باند فرود بتن دارد و طول باند آن ۲۵۰۰ متر است. این فرودگاه در شهر ماگدبورگ کشور آلمان قرار دارد و در ارتفاع ۱۸۲ متری از سطح دریا واقع شده است.